# Liste des épisodes de La Petite Maison dans la prairie

Cette page recense la liste des épisodes de la série télévisée La Petite Maison dans la prairie.

## Liste des épisodes
- La Petite Maison dans la prairie : La Genèse (1974 - 95 minutes ; téléfilm)

### Première saison (1974-1975)
1. L'Installation (A Harvest of Friends) - diffusé sur TF1 le 19 décembre 1976
2. Les Paysannes (Country Girls) - diffusé sur TF1 le 20 décembre 1976
3. Une longue marche (The 100 Mile Walk) - diffusé sur TF1 le 21 décembre 1976
4. L’Idylle de M. Edwards (Mr. Edwards’ Homecoming) - diffusé sur TF1 le 22 décembre 1976
5. Le Grand Amour de Johnny Johnson (The Love of Johnny Johnson) - diffusé sur TF1 le 23 décembre 1976
6. La Veillée funèbre (If I Should wake Before I die) - diffusé sur TF1 le 24 décembre 1976
7. Réceptions (Town Party, Country Party) - diffusé sur TF1 le 25 décembre 1976
8. Les Vacances de Caroline (Ma’s Holiday) - diffusé sur TF1 le 27 décembre 1976
9. L’Institutrice (School Mom) - diffusé sur TF1 le 28 décembre 1976
10. Le Raton laveur (The Racoon) - diffusé sur TF1 le 30 décembre 1976
11. La Cloche de Tinker Jones (The Voice of Tinker Jones) - diffusé sur TF1 le 29 décembre 1976
12. La Récompense (The Awards) - diffusé sur TF1 le 1er janvier 1977
13. Le Fils (1/2) (The Lord Is My Shepherd: Part 1) - non diffusé
14. Le Fils (2/2) (The Lord Is My Shepherd: Part 2) - non diffusé
15. Noël à Plum Creek (Christmas at Plum Creek) - diffusé sur TF1 le 31 décembre 1976
16. Querelle de Famille (Family Quarrel) - diffusé sur TF1 le 21 décembre 1977
17. L'Idylle du Dr Baker (Doctor’s Lady) - diffusé sur TF1 le 27 décembre 1977
18. L'Épidémie (Plague) - diffusé sur TF1 le 24 décembre 1977
19. L'Homme de Cirque (The Circus Man) - diffusé sur TF1 le 22 décembre 1977
20. L'Enfant Malheureux (Child of Pain) - non diffusé
21. L'Agronome (Money Crop) - non diffusé
22. L'Indien (Survival) - diffusé sur TF1 le 26 décembre 1977
23. À la Découverte du Monde (To See the World) - diffusé sur TF1 le 28 décembre 1977
24. La Fête au Village (Founder’s Day) - non diffusé

### Deuxième saison (1975-1976)
1. L'Homme le plus riche du village (The Richest Man in Walnut Grove) - diffusé sur TF1 le 29 décembre 1977
2. Les Lunettes (Four Eyes) - diffusé sur TF1 le 30 décembre 1977
3. Le Banquier (Ebenezer Sprague) - non diffusé
4. La Belle Équipe (In The Big Inning) - diffusé sur TF1 le 30 décembre 1977
5. La maison hantée (Haunted House) - non diffusé
6. La Ruée vers l'or (At the End of The Rainbow) - non diffusé
7. Le Bal du Printemps (The Spring Dance) - non diffusé
8. Promesses (1/2) (Remember Me: Part 1) - non diffusé
9. Promesses (2/2) (Remember Me: Part 2) - non diffusé
10. L'Excursion (The Campout) - non diffusé
11. Le Cadeau (The Gift) - non diffusé
12. Le Fils de son Père (His Father’s Son) - non diffusé
13. La Machine parlante (The Talking Machine) - diffusé sur TF1 le 2 janvier 1978
14. L’Orgueil du Village (The Pride of Walnut Grove) - diffusé sur TF1 le 3 janvier 1978
15. Une Question de Confiance (A Matter of Faith)
16. Le Wagon fou (The Runaway Caboose)
17. La Discipline (Troublemaker)
18. Une Éternité (The Long Road Home)
19. Le Souvenir (For My Lady)
20. Le Centenaire (Centennial) (Thème de l'épisode : Préparation du centenaire des États-Unis — l'action se déroule donc en 1876)
21. L’Appel (Soldier’s Return)
22. Le Rêve de Matthieu Simms (Going Home)

### Troisième saison (1976-1977)
1. La Grande Collecte (The Collection)
2. Bunny (Bunny)
3. La Course (The Race)
4. La Chasse aux papillons (Little Girl Lost)
5. Le Sabre et la tête (The Monster Of Walnut Grove)
6. Les Promesses (1/2) (Journey In The Spring: Part 1)
7. Les Promesses (2/2) (Journey In The Spring: Part 2)
8. Fred (Fred)
9. Les Suppôts de Satan (The Bully Boys)
10. Les Chasseurs (The Hunters) (70 minutes)
11. Blizzard (Blizzard) - diffusé sur TF1 le 28 janvier 1978
12. Je chevaucherai le Vent (I'll Ride The Wind)
13. La Quarantaine (Quarantine) - diffusé sur TF1 le 4 janvier 1978
14. Théâtre (Little Women)
15. Le Petit Indien (Injun Kid)
16. L'Hôpital (1/2) (To Live With Fear: Part 1) - diffusé sur TF1 le 14 janvier 1978
17. L'Hôpital (2/2) (To Live With Fear: Part 2) - diffusé sur TF1 le 21 janvier 1978
18. La Sagesse de Salomon (The Wisdom Of Solomon)
19. La Boîte à musique (The Music Box)
20. L'Élection (The Election) (référence au président Rutherford B. Hayes élu en 1876, donc l'action se déroule cette même année)
21. L'Or (1/2) (Gold Country: Part 1)
22. L'Or (2/2) (Gold Country: Part 2)

### Quatrième saison (1977-1978)
1. Kézia (Castoffs)
2. Le Voyage à Chicago (Times Of Change)
3. Ellen (My Ellen)
4. L'Étranger dans la Maison (The Handyman)
5. Les Loups (The Wolves)
6. La Vipère de Walnut Grove (The Creeper of Walnut Grove)
7. L'Heure de la Retraite (To Run And Hide)
8. Une Décision difficile (The Aftermath) (Référence à la mort de Jesse James en 1882 censée se passer 6 ans plus tard, donc l'action se déroule en 1876)
9. Le Bon Sens (The High Cost Of Being Right)
10. Le Boxeur (The Fighter) (70 minutes) (L'action se déroule en 1879 (elle débute avec Joe Kagan en 1865 et on le retrouve à Walnut Grove 14 ans après))
11. La Foire (Meet Me At The Fair)
12. Vive la Mariée (Here Come The Brides)
13. La Liberté (Freedom Flight)
14. Rivalité (The Rivals)
15. La Rumeur (Whisper Country)
16. Souvenirs (I Remember, I Remember)
17. Les Bons Amis (Be My Friend) (70 minutes)
18. L'Héritage (The Inheritance)
19. L'Étranger (The Stranger)
20. Un Bien si Précieux (A Most Precious Gift)
21. L'Adieu (1/2) (I'll Be Waving As You Drive Away: Part 1)
22. L'Adieu (2/2) (I'll Be Waving As You Drive Away: Part 2)

### Cinquième saison (1978-1979)
1. Serrons les Coudes (1/2) (As Long As We're Together: Part 1)
2. Serrons les Coudes (2/2) (As Long As We're Together: Part 2)
3. Le Pari (The Winoka Warriors) (Référence au 29 novembre 1880 faite par Laura Ingalls, donc l'action se déroule cette même année)
4. Un Bon Gros (The Man Inside) [Le générique français a pu indiquer par le passé Un Gros comme titre, mais ce dernier a ensuite été modifié en Un Bon Gros [1]]
5. Le Retour (1/2) (There's No Place Like Home: Part 1)
6. Le Retour (2/2) (There's No Place Like Home: Part 2) (70 minutes) (Mr Hanson déclare avoir fondé Walnut Grove 50 ans plus tôt... sur le panneau indicateur est inscrit « fondée en 1840 »... donc l'action se déroulerait en 1890... ce qui ferait une ellipse de 10 années entre l'épisode Le Pari et celui-ci).
7. Fagin (Fagin)
8. Le Journal (Harriet's Happenings)
9. Le Mariage (The Wedding)
10. L'Épreuve (Men Will Be Boys)
11. Tricherie (The Cheaters)
12. Le Voyage (1/2) (Blind Journey: Part 1)
13. Le Voyage (2/2) (Blind Journey: Part 2)
14. Le Téléphone (The Godsister) (74 minutes)
15. L'Artisan (The Craftsman)
16. Le Mensonge (Blind Man's Bluff)
17. Le Bal (1/2) (Dance With Me: Part 1)
18. Le Bal (2/2) (Dance With Me: Part 2)
19. L'Héritier (The Sound of Children)
20. Le Monstre du lac (The Lake Kezia Monster)
21. L'Incendiaire (Barn Burner)
22. Espoir (The Enchanted Cottage)
23. Un beau gâchis (Someone Please Love Me)
24. Question de vie ou de mort (Mortal Mission)
25. L'Odyssée (The Odyssey)

Depuis la version remastérisée de 2015, la numérotation devient ainsi :
1. Serrons les Coudes (1/2) (As Long As We're Together: Part 1)
2. Serrons les Coudes (2/2) (As Long As We're Together: Part 2)
3. Le Pari (The Winoka Warriors)
4. Un Gros (The Man Inside)
5. Le Retour (1/2) (There's No Place Like Home: Part 1)
6. Le Retour (2/2) (There's No Place Like Home: Part 2) (70 minutes)
7. Fagin (Fagin)
8. Le Journal (Harriet's Happenings)
9. Le Mariage (The Wedding)
10. L'Épreuve (Men Will Be Boys)
11. Tricherie (The Cheaters)
12. Le Voyage (1/2) (Blind Journey: Part 1)
13. Le Voyage (2/2) (Blind Journey: Part 2)
14. Le Téléphone (The Godsister) (74 minutes)
15. L'Artisan (The Craftsman)
16. Le Mensonge (Blind Man's Bluff)
17. Le Bal  (73 minutes) (Dance With Me) [en cause, les deux parties de cet épisode ont été regroupées : en effet, séparément, la première partie ne dure que 40 minutes (contre les 48 minutes habituelles) ; et le résumé ouvrant la seconde partie s'étale inhabituellement sur pas moins de 13 minutes (sur les 43 qu'elle comporte) ; 40 + (46 - 13) = 73 minutes].
18. L'Héritier (The Sound of Children)
19. Le Monstre du lac (The Lake Kezia Monster)
20. L'Incendiaire (Barn Burner)
21. Espoir (The Enchanted Cottage)
22. Un beau gâchis (Someone Please Love Me)
23. Question de vie ou de mort (Mortal Mission)
24. L'Odyssée (The Odyssey)

### Sixième saison (1979-1980)
1. La Rentrée (1/2) (Back To School: Part 1)
2. La Rentrée (2/2) (Back To School: Part 2)
3. L'Arbre (The Family Tree) (L'action se déroule en 1881 puisqu'on apprendra à l'épisode "L'incendie - partie 2" que l'acte d'adoption d'Albert a été signé le 27 mai 1881)
4. Le Miracle (The Third Miracle)
5. Annabelle (Annabelle)
6. Le pasteur se marie (The Preacher Takes A Wife)
7. Le Rêve d'Halloween (The Halloween Dream)
8. Le Retour de M.Edwards (The Return of Mr. Edwards)
9. Le roi est mort (The King Is Dead)
10. Le Guérisseur (The Faith Healer)
11. L'Auteur ! L'Auteur ! (Author !, Author !)
12. Ne coupez pas (Crossed Connections)
13. La Révolte (The Angry Heart)
14. Le Loup-Garou (The Werewolf Of Walnut Grove)
15. Qu'est devenue la classe 56 ? (Whatever Happened To The Class Of '56'?)
16. Les Évadés (Darkness Is My Friend)
17. Le Banni (Silent Promises)
18. L'Incendie (1/2) (May We Make Them Proud: Part 1)
19. L'Incendie (2/2) (May We Make Them Proud: Part 2)
20. La Brebis Galeuse (Wilder And Wilder)
21. Coquin de printemps (Second Spring)
22. Le Bel Âge (Sweet Sixteen)
23. Il m'aime, oui ou non ? (1/2) (He Loves Me, He Loves Me Not: Part 1)
24. Il m'aime, oui ou non ? (2/2) (He Loves Me, He Loves Me Not: Part 2)

### Septième saison (1980-1981)
1. Laura Ingalls Wilder (1/2) (Laura Ingalls Wilder: Part 1)
2. Laura Ingalls Wilder (2/2) (Laura Ingalls Wilder: Part 2)
3. Un nouveau départ (A New Beginning)
4. Courage (Fight Team Fight !)
5. Le Cri (The Silent Cry)
6. Un acte d'amour (Portrait Of Love)
7. Le Divorce (Divorce, Walnut Grove Style)
8. Albert (Dearest Albert, I'll Miss You)
9. La Loi (The In-Laws)
10. La Lueur (1/2) (To See The Light: Part 1)
11. La Lueur (2/2) (To See The Light: Part 2)
12. Les Oleson (Oleson Versus Oleson)
13. Soyons raisonnables (Come, Let Us Reason Together)
14. Les Neveux (The Nephews)
15. La Fête (Make A Joyful Noise)
16. Au Revoir Madame Wilder (Goodbye, Mrs Wilder)
17. Sylvia (1/2) (Sylvia: Part 1)
18. Sylvia (2/2) (Sylvia: Part 2)
19. Justice aveugle (Blind Justice)
20. Les Noces (I Do, Again)
21. La Dernière Chance (1/2) (The Lost Ones: Part 1)
22. La Dernière Chance (2/2) (The Lost Ones: Part 2)

### Huitième saison (1981-1982)
1. La Réincarnation de Nellie (1/2) (The Reincarnation of Nellie: Part 1)
2. La Réincarnation de Nellie (2/2) (The Reincarnation of Nellie: Part 2)
3. Triste Expérience (Growin' Pains)
4. Les Associés (Dark Sage)
5. Sagesse (A Wiser Heart)
6. Le Grand Gambini (Gambini The Great)
7. Black Jake (The Legend of Black Jake)
8. Chicago (Chicago)
9. Pour l'amour de Nancy (For The Love of Nancy)
10. La Vie Moderne (Wave of the Future)
11. Un Noël inoubliable (A Christmas They Never Forgot)
12. Un handicap (No Beast So Fierce)
13. La Sécheresse (Stone Soup)
14. La Loi (The Legacy) L'action se déroule en 1885 selon la date sur la pierre tombale de Jack Prescott
15. Oncle Jed (Uncle Jed)
16. Une seconde chance (Second Chance)
17. À l'épreuve de la Vie (1/2) (Days of Sunshine, Days of Shadow: Part 1) (70 minutes)
18. À l'épreuve de la Vie (2/2) (Days of Sunshine, Days of Shadow: Part 2)
19. La Promesse (A Promise To Keep)
20. Les Larmes (A Faraway Cry)
21. Il n'avait que douze ans (1/2) (He Was Only Twelve: Part 1)
22. Il n'avait que douze ans (2/2) (He Was Only Twelve: Part 2)

### Neuvième saison (1982-1983)
1. Un nouveau départ (1/2) (Times Are Changing: Part 1) l'action se déroule au printemps 1887 (annoncé par Laura en introduction)
2. Un nouveau départ (2/2) (Times Are Changing: Part 2)
3. Bienvenue à Olesonville (Welcome To Olesonville) (l'histoire se déroule en 1887)
4. Rage (Rage)
5. Les Histoires les plus courtes... (Little Lou)
6. L'Enfant Sauvage (1/2) (The Wild Boy: Part 1)
7. L'Enfant Sauvage (2/2) (The Wild Boy: Part 2)
8. Le Retour de Nellie (The Return Of Nellie)
9. Les Bâtisseurs d'empire (The Empire Builders)
10. Amour (Love)
11. Le Dilemme d'Alden (Alden's Dilemma)
12. Le Jardin extraordinaire (Marvin's Garden)
13. Le Grand Péché (Sins Of The Fathers)
14. Les Grands Frères (The Older Brothers)
15. Il était une Fois (Once Upon A Time)
16. On est bien chez soi (1/2) (Home Again: Part 1)
17. On est bien chez soi (2/2) (Home Again: Part 2)
18. L'Enfant qui n'avait pas de Nom (A Child With No Name)
19. Le Dernier Été (The Last Summer)
20. Pour l'amour de Blanche (For The Love Of Blanche)
21. Accordez-moi cette danse (May I Have This Dance?)
22. Bonjour et au-revoir (Hello and Goodbye)

### Dixième saison (1983-1984) Téléfilms
1. Le Chemin des souvenirs (Look Back to Yesterday (en))
2. Le Dernier Adieu (The Last Farewell (en)) : L'action se déroule vers 1889/1890, Charles dit que Caroline n'est pas revenue à Walnut Grove depuis 3 ans, or la fin de la saison 8 se déroule entre 1885 et 1886 (cf. épisode La Loi) et le début de la saison 9 se déroule vers 1887, (cf. épisode Bienvenue à Olesonville).
3. L'Enlèvement (Bless All the Dear Children (en))